# Nine Months (soundtrack)
Nine Months is de originele soundtrack van de gelijknamige film, gecomponeerd door Hans Zimmer. Het album werd op 18 juli 1995 uitgebracht door Milan Records.
De soundtrack bevat 3 popsongs en de originele filmmuziek van Zimmer. De filmmuziek werd uitgevoerd door een traditioneel symfonieorkest, onder leiding van Nick Glennie-Smith en opgenomen in de studio Media Ventures. Speciaal voor film maakte Little Steven het lied "The Time of Your Life" met hulp van Richie Sambora, David Bryan en Tico Torres van de rockband Bon Jovi.

## Tracklijst
Alle muziek is geschreven door Hans Zimmer, tenzij anders vermeld.
| Nr. | Titel                                        | Componist(en)                  | Duur |
| --- | -------------------------------------------- | ------------------------------ | ---- |
| 1.  | "The Time of Your Life" – Little Steven      | Steven Van Zandt               | 5:56 |
| 2.  | "Let's Get It On" – Marvin Gaye              | Marvin Gaye & Ed Townsend      | 3:58 |
| 3.  | "Turn Back the Hands of Time" – Tyrone Davis | Jack Daniels & Bonnie Thompson | 2:38 |
| 4.  | "Baby, Baby"                                 |                                | 4:00 |
| 5.  | "It's a Boy"                                 |                                | 9:17 |
| 6.  | "Voodoo Woman"                               |                                | 3:54 |
| 7.  | "Baby's Room"                                |                                | 4:13 |
| 8.  | "From Russia..."                             | Nick Glennie-Smith             | 0:59 |
| 9.  | "We Can Work It Out"                         |                                | 5:04 |
| 10. | "Open Your Eyes"                             |                                | 4:32 |

## Overige muziek uit de film
Liedjes die niet op de soundtrack staan maar wel zijn gebruikt in de film, zijn:
| Lied                     | Artiest            |
| ------------------------ | ------------------ |
| "These Are The Days"     | Van Morrison       |
| "Baby, I Love You"       | The Ronettes       |
| "19th Nervous Breakdown" | The Rolling Stones |